# Mikuláš Zbořil
Mikuláš Zbořil (* 30. květen 1994, Přerov) je český profesionální lední hokejista. Nastupuje na pozici obránce. Aktuálně působí od července 2024 v klubu HC Frýdek-Místek (Max Liga) na farmě HC Oceláři Třinec, který hraje ELH.

## Kariéra
Svou hokejovou kariéru Zbořil odstartoval v Přerově, ze kterého v roce 2021 přestoupil do týmu HC Frýdek-Místek, v sezóně navíc kvůli zranění několika klíčových obránců v partnerském HC Oceláři Třinec nastoupil za Třinec ve dvanácti zápasech play-off a pomohl Ocelářům k zisku mistrovského titulu. Po životní sezóně Zbořil přestoupil do týmu Berani Zlín, za který nastupoval v 1. lize, v roce 2024 přestoupil opět do HC Frýdek-Místek.